# Singolarità gravitazionale

Effetto visivo di un buco nero situato davanti ad un campo di stelle

Una singolarità gravitazionale è un punto in cui la curvatura dello spaziotempo tende a un valore infinito. Secondo alcune teorie l'evoluzione dell'universo potrebbe avere avuto inizio e finire con singolarità gravitazionali, rispettivamente il Big Bang e il Big Crunch.

## Descrizione
Le singolarità gravitazionali sono possibili configurazioni dello spazio-tempo previste dalla teoria della relatività generale nel caso in cui la densità della materia raggiunga valori così elevati, e il volume valori così ridotti, da provocare un collasso dello spaziotempo. Ogni buco nero conterrebbe al suo centro una singolarità.
Ai fini della dimostrazione dei teoremi sulle singolarità di Penrose–Hawking, uno spaziotempo con una singolarità si definisce come quello che contiene una geodetica che non si può estendere in maniera liscia. Si ritiene che la fine di tale geodetica sia appunto la singolarità. Questa è una diversa definizione, utile per le dimostrazioni dei teoremi.
I due tipi più importanti di singolarità spaziotemporali sono le singolarità di curvatura e le singolarità coniche. Le singolarità si possono dividere anche in base alla copertura o meno dell'orizzonte degli eventi (singolarità nude). Secondo la relatività generale, lo stato iniziale dell'universo al principio del Big Bang era una singolarità; né la relatività generale, né la meccanica quantistica sono in grado di descrivere tale stato iniziale, ma, in generale, la meccanica quantistica non ammette che le particelle occupino uno spazio più piccolo delle loro lunghezze d'onda.
Un esempio di singolarità di curvatura è quella prevista dalla relatività generale al centro di un buco nero: qualsiasi stella che collassi oltre un certo punto (raggio di Schwarzschild) forma un buco nero, al centro del quale si formerebbe una singolarità. Tale previsione non considera, come detto, i limiti imposti dalla meccanica quantistica. Un qualsiasi astronauta che cadesse in un buco nero non potrebbe evitare di essere trasportato nella singolarità una volta attraversato l'orizzonte degli eventi e di vedere la propria massa aggiunta alla massa totale del buco nero.
Molti ricercatori ritengono che una teoria unificata della gravitazione e della meccanica quantistica, la gravità quantistica, permetterà di descrivere in modo più appropriato i fenomeni connessi con la nascita di una singolarità dal collasso gravitazionale delle stelle massicce e l'origine stessa dell'universo.
Tante ipotesi fantascientifiche sono nate attorno alle singolarità ed al loro comportamento: comunicazione con altri universi paralleli, scorciatoie per raggiungere distanze incommensurabili, macchine del tempo.